# Teli
Teli ist ein Maiensäss in der Gemeinde St. Niklaus (walliserdeutsch Zaniglas) im Walliser Bezirk Visp.
Im Privatbesitz der Familie Fux-Chanton.

## Geographie
Teli liegt auf 1611 m an der linken Talflanke oberhalb von St. Niklaus Dorf (1120 m ü. M., walliserdeutsch Zaniglas) und ist auf dem Landweg über einen schmalen Pfad zu Fuss zu erreichen, der vor dem Überqueren des Jungbaches auf einer Höhe von 1390 m ü. M. vom Jungerweg abzweigt.
Die Siedlung umfasst drei historische Gebäude, das Wohnhaus steht auf 1605 m ü. M., eine Stallung (walliserdeutsch Gädi) liegt direkt oberhalb und die zweite Stallung auf 1657 m ü. M. Die Gebäude sind Blockhäuser aus Lärchenholz mit Dächern aus massiven Steinplatten.

## Teli-Kreuz und Jungmannschaft
Jeweils übers Wochenende und an Feiertagen erstrahlt das hölzerne Teli-Kreuz in blauem Licht hoch über St. Niklaus Dorf. Es ist 12,70 Meter hoch und 5,60 Meter breit. Ebenfalls bei einem Todesfall in der Pfarrei St. Niklaus leuchtet das Kreuz jeweils zur Andacht an die verstorbene Person, bis diese zu Grabe getragen wird.
Das mächtige Kreuz wurde im Jahre 1950 von der Jungmannschaft in freiwilliger Arbeit auf dem Teli-Tschuggu aufgestellt (Tschuggu walliserdeutsch für Felsen). Seither findet auf dem Maiensäss alle fünf Jahre eine Gedenkfeier statt. 1964 wurde das Kreuz mit einer elektrischen Beleuchtung versehen.
Die Jungmannschaft wurde 1937 gegründet und ist die nachfolgende Standesorganisation des ehemaligen Jünglingsvereins. Dessen Gründungsurkunde ist datiert vom 1. April 1900 und vom Bergführer Alois Pollinger junior als Präsident unterzeichnet.

## Wanderwege
- Von Teli (1611 m ü. M.) nach Jungen (1960 m ü. M.) über den Barackenweg zum Höhenweg Moosalp–Jungen und
- von Teli über Sparren (1905 m ü. M.) ins Jungtal (2387 m ü. M.) zum Weisshornweg.